# Чан Кайши
Чан Кайши́ (англ. Chiang Kai-shek, кит. трад. 蔣介石, упр. 蒋介石, пиньинь Jiǎng Jièshí, палл. Цзян Цзеши; 31 октября 1887, Сикоу, провинция Чжэцзян, Китайская империя Цин — 5 апреля 1975, Тайбэй, Тайвань) — китайский революционер, военный и политический деятель, возглавивший партию Гоминьдан в 1925 году после смерти Сунь Ятсена; фактический правитель материкового Китая (1928—1949); президент Китайской Республики на Тайване (1950—1975), маршал и генералиссимус. Китайский националист.

## Фамилия и имя
Согласно принятой в России и Беларуси системе китайско-русской транскрипции, его фамилия и имя должны записываться по-русски как «Цзян Цзеши». Однако так как информация изначально о нём попала в русский язык через переводы с западных языков, в которых транскрибировалась с южного диалектного произношения, то в русскоязычных источниках его фамилия и имя традиционно записываются как «Чан Кайши».
В традиционном китайском обществе человек обычно имеет много имён. При рождении Чан Кайши получил имя Жуйюань (кит. 瑞元, пиньинь Ruìyuán), означающее «Благой первенец». В детстве у него было и другое имя — Чжоутай (кит. 周泰, пиньинь Zhōutài), означающее «тщательность, осторожность и надёжность». Когда мальчик начал учиться, то ему дали школьное имя Чжицин ( кит. 志清, пиньинь Zhìqīng), что означает «чистота помыслов, целей, устремлений». По окончании учёбы он получил от матери взрослые имена Цзеши (кит. 介石, пиньинь Jièshí), означающее «непоколебимый как утёс», и Чжунчжэн (кит. 中正, пиньинь Zhōngzhèng), означающее «занимающий центральное положение», «выбирающий золотую середину», «справедливый и правильный человек». Сам Чан Кайши предпочитал имя «Чжунчжэн», которым начал пользоваться с 1918 года, а имя «Цзеши» использовал в качестве псевдонима, издавая в Японии в 1922 году журнал «Цзюнь шэн».

## Ранние годы
Чан Кайши родился в местечке Сикоу уезда Фэнхуа провинции Чжэцзян, примерно в 40 километрах от портового города Нинбо, расположенного южнее Шанхая. Согласно записям в книге семейной летописи он принадлежал к 28-му поколению рода Цзян, берущему начало от потомков Чжоу-гуна (мудрого правителя, которым восхищался сам Конфуций). Семья Чан Кайши жила в доме, который одновременно являлся и магазином: его отец — типичный сельский грамотей из старого китайского общества — был хозяином соляной лавки, бережливым, строгим и степенным. В возрасте 6 лет родители отдали его в частную школу, где он начал своё регулярное образование под руководством учителя Жэнь Цземая.
В 1895 году отец мальчика умер, и семья стала испытывать серьёзные финансовые трудности. В 1899 году мать была вынуждена отправить сына в дом своего отца. В 15-летнем возрасте по настоянию матери он женился, его невесту звали Мао Фумэй, она была на 5 лет старше жениха.
В 1903 году, в возрасте 17 лет Цзян Чжунчжэн поступил в школу в уездном городе Фэнхуа, где давали образование по европейскому образцу. Там он начал интересоваться политическими событиями и выбрал свой жизненный путь, решив стать военным. В 1906 году он впервые приехал в Японию, где познакомился с революционерами, группировавшимися вокруг Сунь Ятсена. В том же году он принял решение вступить в революционную организацию Сунь Ятсена «Тунмэнхой» и принёс присягу на верность революционному делу: 

«Клянусь бороться за изгнание маньчжуров, освобождение Китая, создание республики и установление равных прав на землю, клянусь!»

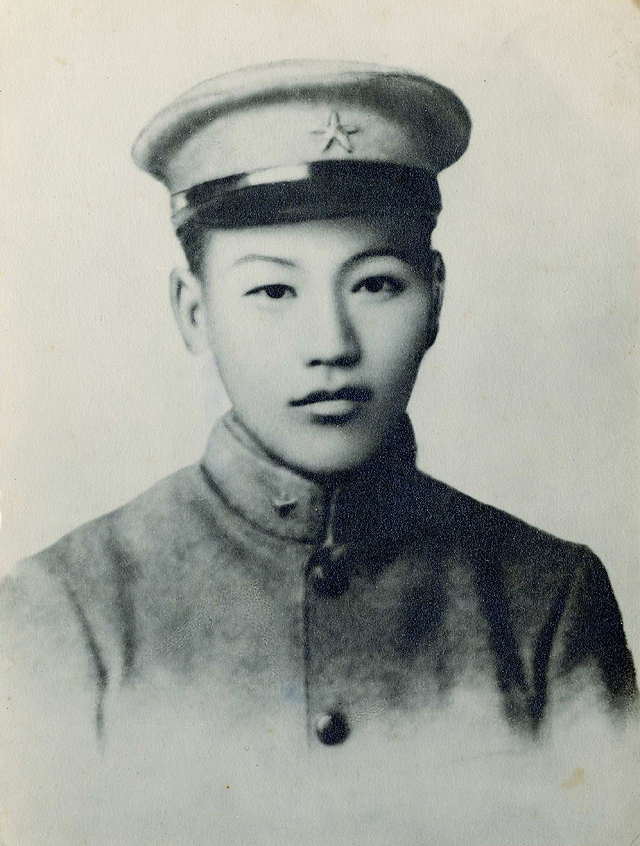
Чан Кайши в японской военной форме, 1906 год

В знак своей решимости участвовать в антимонархической антиманьчжурской революции Цзян Чжунчжэн в апреле 1906 года, находясь в Токио, срезал свою косу («Бянь-фа») и отослал её домой. Он хотел поступить в Японии в военное училище, однако его планы сорвались, и зимой он был вынужден вернуться на родину.
Летом 1907 года Цзян Чжунчжэн прибыл в Баодин, где, выдержав огромный конкурс, поступил в военное училище на краткосрочные курсы подготовки офицеров Национальной армии Министерства обороны. В конце года он успешно сдал экзамены по японскому языку для желающих продолжить военное обучение в Японии. В 1908—1909 годах Цзян обучался в японском пехотном училище Синбу, в это же время он по рекомендации Чэнь Цимэя (один из соратников Сунь Ятсена) вступил в Тунмэнхой. По окончании училища Цзян Чжунчжэн был принят на военную службу в качестве кадета 19-го артиллерийского полка 13-й дивизии японской армии.
18 марта 1910 года у Цзян Чжунчжэна появился первый и единственный официально считающийся родным сын, которому он дал имя Цзинго.

## На пути к власти
В 1911 году, после начала Синьхайской революции в Китае, Чан вернулся в Китай, где стал помогать Чэнь Цимэю разворачивать вооружённые действия в Шанхае и в Ханчжоу против цинских властей. Командуя авангардом, он проложил путь к столице своей родной провинции Чжэцзян — городу Ханчжоу. В награду за успехи в этой операции он был назначен командиром полка. Затем он помог Чэню Цимэю поставить под контроль восставшую провинцию Цзянси.
В 1912 году в ходе борьбы за власть Чэнь Цимэй приказал Чану организовать тайное убийство Тао Чэнчжана — руководителя активной в то время в Шанхае и прилегающей к нему части Китая революционной организации. В связи с разразившимся скандалом Чан Кайши был вынужден бежать в Японию. Там он стал издавать журнал «Цзюнь шэн» («Голос армии») и занялся изучением немецкого языка, подумывая о поездке в Германию. Однако зимой он снова вернулся в Шанхай, помогал Чэню Цимэю в борьбе против Юань Шикая, а потом вновь уехал в Японию. В 1914 году он по приказу Суня Ятсена попытался организовать выступления против Юаня Шикая в районе Шанхая и Нанкина, однако они оказались неудачными. После этого Сунь Ятсен направил Цзяня Чжунчжэня в Маньчжурию. В Харбине Чан Кайши направил Суню Ятсену памятную записку о неминуемости войны в Европе, а также предложил план свержения власти Юаня Шикая. После начала Первой мировой войны он вернулся в Японию.
В 1915—1916 годах Чан Кайши принимал участие в вооружённых выступлениях против власти Юаня Шикая в Шанхае. В ходе их он проявил большое личное мужество, и его имя приобрело известность среди сторонников Суня Ятсена. Когда в 1916 году Чэнь Цимэй погиб от руки наёмного убийцы, подосланного Юанем Шикаем, Чан Кайши фактически заменил его в роли ведущего военного деятеля из числа приверженцев Суня Ятсена в Шанхае.
10 сентября 1916 года на свет появился мальчик, которого Чан Кайши впоследствии официально усыновил и назвал Вэйго. Есть версия, что Цзян Вэйго — внебрачный сын Чана Кайши и его японской подруги.

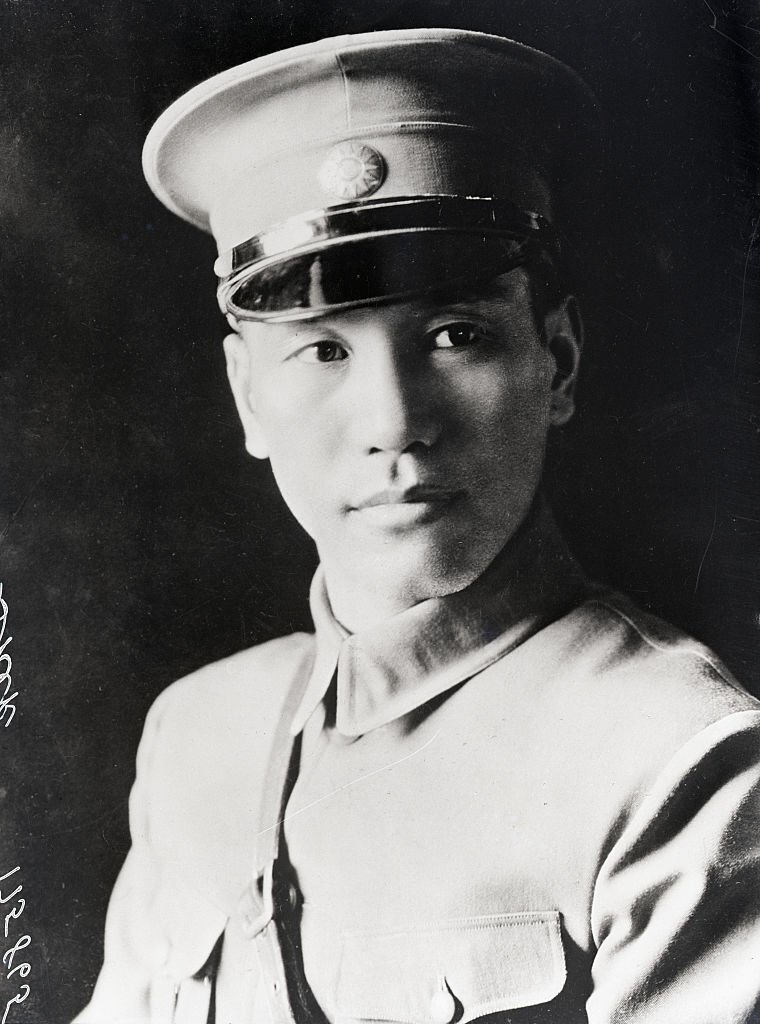
Чан Кайши в 1920 году

В 1918 году Сунь Ятсен вызвал Чана Кайши в Гуанчжоу, где тогда находился центр революционных сил, и назначил его начальником оперативного управления. В октябре 1918 года он стал командующим второй колонной гуандунской армии и принял участие в боях против фуцзяньских войск. В 1919 году ему пришлось уйти с командных постов. Он некоторое время ездил между Японией и Шанхаем, а затем уехал в родные края, чтобы ухаживать за матерью. Его мать умерла в 1921 году в возрасте 58 лет. Вскоре после этого он был вызван Сунем Ятсеном и начал разработку планов Северного похода, то есть наступления армии из провинции Гуандун на север страны с целью покончить с её раздробленностью, объединить страну и создать центральное правительство Китайской республики.
В июне 1922 года гуандунский милитарист генерал Чэнь Цзюнмин поднял мятеж против Суня Ятсена в Гуанчжоу. Чан Кайши вместе с Сунем Ятсеном укрылся на канонерской лодке «Юнфэн». Факт, что в трудную для Суня Ятсена минуту Чан Кайши очутился вместе с ним, послужил причиной их сближения.

Сунь Ятсен во время визита в Академию Вампу 16 июня 1924 года. Стоят, слева направо: Хэ Инцинь, Чан Кайши и Ван Болин

В феврале 1923 года Сунь Ятсен вернулся в Гуанчжоу и назначил Чана Кайши начальником своего генерального штаба, а также сделал его членом военного комитета партии Гоминьдан. Встала задача создания собственных вооружённых сил партии Гоминьдан. В связи с этим, Сунь Ятсен направил Чана Кайши в Москву. В Москве Чан Кайши предложил план военных действий в Китае, составленный Сунь Ятсеном, который предполагал значительную помощь со стороны СССР. Вместо этого Москва предложила помощь в создании вооружённых сил партии Гоминьдан на её собственной базе в Гуанчжоу.
В 1924 году Сунь Ятсен принял решение об организации в Гуанчжоу на острове Хуанпу (на кантонском диалекте его название произносится как «Вампу») академии Вампу — будущей кузницы кадров для национальной революционной армии, подчиняющейся руководству партии Гоминьдан. Председателем комитета по подготовке к созданию этой школы был назначен Чан Кайши; в апреле он был назначен начальником военной школы Вампу и одновременно начальником генерального штаба. 16 июня состоялась торжественная церемония открытия. В июле Чан Кайши стал по совместительству начальником крепости Чанчжоу.
12 марта 1925 года в Пекине в возрасте 59 лет скончался Сунь Ятсен. В августе Чан Кайши получил пост командующего 1-й национальной революционной армией. В сентябре он был назначен командующим войсками Восточного похода, осуществлявшегося с целью объединения провинций Гуандун и Гуанси. Таким образом Чан Кайши стал самой сильной военной фигурой в партии Гоминьдан. В ноябре в результате ряда успешных военных операций вся провинция Гуандун оказалась под властью Национального правительства.

## Северный поход

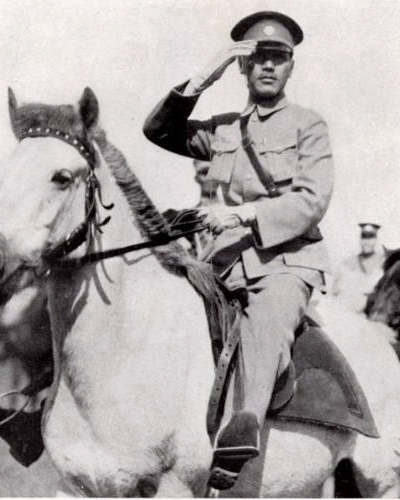
Командующий НРА Чан Кайши в 1926 году.

В 1926 году, на 2-м съезде партии Гоминьдан Китая Чан Кайши был избран членом Центрального исполнительного комитета (ЦИК), а на пленуме ЦИК — членом Постоянного комитета. На съезде Чан Кайши выступил с докладом о военном положении. Он отстаивал предложение о том, чтобы правительство предприняло Северный поход с целью объединения страны.
В начале 1926 года у Гоминьдана оказалось два лидера: военный — Чан Кайши, и гражданский — Ван Цзинвэй. К весне 1926 года, однако, чаша терпения переполнилась. Дело в том, что Чан уже долгое время проявлял недовольство деятельностью ряда советских специалистов, многие из которых держались высокомерно. Особенно его раздражал комкор Николай Владимирович Куйбышев. Недооценивая Чан Кайши, он его просто игнорировал, предпочитая по всем военным вопросам иметь дело с Ван Цзинвэем. 20 марта генерал Чан не выдержал. Он ввел в Кантоне военное положение, арестовал ряд коммунистов и послал войска окружить резиденцию советских военных советников. По сути дела, он сам спровоцировал инцидент: за два дня до событий Чан приказал комиссару военного корабля «Чжуншань» («Ятсен») коммунисту Ли Чжилуну подвести судно к школе Вампу якобы для ее охраны, а когда тот, выполняя приказ, встал на рейд вблизи школы, неожиданно объявил его «мятежником», раздув историю о «коммунистическом заговоре». Через четыре дня Куйбышев, Рогачев и Разгон (Ольгин) покинули Кантон. Инцидент закончился мирно: добившись своего, Чан освободил арестованных и даже принес извинения оставшимся в Кантоне советским специалистам. И все же переворот Чан Кайши, недвусмысленно направленный как против китайских, так и советских коммунистов (то есть советских военных и политических советников) и их попыток укрепить свое влияние в Гоминьдане, ознаменовал установление почти не замаскированной военной диктатуры «правых» гоминьдановцев и центристов на территории, подконтрольной Национальному правительству. Его следствием было значительное ослабление позиций в Гоминьдане не только коммунистов, но и «левых» гоминьдановцев, группировавшихся вокруг Ван Цзинвэя. Однако в мае Ван Цзинвэй неожиданно, сославшись на недомогание, уехал во Францию. В июне в руках Чан Кайши формально сосредоточилась партийная, государственная, военная и финансовая власть. В июле по болезни с поста председателя Постоянного комитета ЦИК ушёл Чжан Цзинцзян, и его место также занял Чан Кайши.
9 июля Чан Кайши вступил в должность главнокомандующего Национальной революционной армией, и немедленно начал Северный поход. Всего за полгода ему удалось добиться стабилизации обстановки в Юго-Восточном Китае. К ноябрю 1926 года армия под командованием Чан Кайши одержала верх над двумя из трёх основных противников. По воспоминаниям С. А. Далина, во время похода Чан Кайши не проявлял особой храбрости:
В. К. Блюхер, главный военный советник Чан Кайши во время Северного похода, рассказывал мне, что неустойчивость верховного главнокомандующего проявлялась при первой же военной неудаче. Несколько раз, когда противнику удавалось нанести удар Национально-революционной армии и перейти в наступление, Чан Кайши пытался бежать с фронта. Не один раз его чуть ли не за руки держали, не допуская бегства, которое внесло бы моральное разложение в командный состав революционной армии.
В декабре ЦИК партии Гоминьдан переехал из Гуанчжоу в Ухань, где образовался центр власти. Чан Кайши в противовес Уханю создал свой центр власти в Наньчане, где вместе с ним оказались вернувшийся к своим обязанностям председатель ЦИК Чжан Цзинцзян и исполняющий обязанности председателя Национального правительства Тань Янькай. Так возник раскол партии Гоминьдан.
В марте 1927 года войска Чан Кайши взяли Нанкин, где было создано новое Национальное правительство. Тогда же Чан Кайши начал открытую вооружённую борьбу против коммунистов под названием «кампании за наведение порядка и чистоты в собственном доме». В апреле 1927 года в результате сговора между Чан Кайши, руководством иностранных концессий Шанхая и главой Зелёной банды Ду Юэшэнем в Шанхае была учинена резня, в результате которой погибло около 4 тысяч коммунистов и им сочувствующих.
В августе, в результате политических интриг, Чан Кайши объявил о своей отставке и об отходе от политической деятельности, после чего уехал сначала на родину, в провинцию Чжэцзян, а затем в Японию. Однако при этом он продолжал активную работу по развалу лагеря своих политических противников.
1 декабря 1927 года состоялось бракосочетание Чан Кайши и Сун Мэйлин (младшая сестра жены Сунь Ятсена). Первая супруга Чан Кайши — Мао Фумэй — добровольно выступила инициатором развода, на который Чан Кайши согласился.
4 января 1928 года Чан Кайши вернулся на пост главнокомандующего Национальной революционной армией и был назначен командующим силами Северного похода, который успешно завершил в июле того же года. 10 октября 1928 года Чан Кайши стал председателем Национального правительства Китайской республики.
В результате смычки партийных оппозиционеров в лице возглавляемого Ван Цзинвэем «Движения за реорганизацию Гоминьдана» и недовольных милитаристов, лидером которых стал Янь Сишань, в 1930 году вспыхнула Война центральных равнин. В сентябре 1930 года в Пекине было образовано сепаратистское правительство во главе с Янь Сишанем, в состав которого вошли Ван Цзинвэй, Фэн Юйсян, Ли Цзунжэнь и др. Сепаратисты, однако, не выдвинули никакой конкретной политической и экономической программы кроме требования об усилении роли местных властей и, соответственно, уменьшения роли Гоминьдана на местах. Пекин был объявлен столицей Китая в противовес Нанкину. 18 сентября 1930 года Чжан Сюэлян неожиданно встал на сторону Чан Кайши, и занял Бэйпин (Пекин) и Тяньцзинь. В октябре 1930 года войска центрального правительства нанесли поражение Фэн Юйсяну. С мятежом «старых милитаристов» было покончено.
С начала 1931 года центром объединения враждебных Нанкину сил вновь стал Гуанчжоу. Гуандунского генерала Чэнь Цзитана и гуансийских генералов Ли Цзунжэня и Бай Чунси поддержали реорганизационисты во главе с Ван Цзинвэем и Ху Ханьминем. Оппозиционеры провозгласили образование в Гуанчжоу параллельных ЦИК Гоминьдана и правительства. Назревал новый военный конфликт. Однако вторжение японских войск в Маньчжурию принципиально изменило политическую ситуацию, резко усилив тенденции к политическому и военному единству.
В ноябре 1931 года состоялся объединительный IV конгресс Гоминьдана. Результатом политического компромисса явилось образование в январе 1932 года нового Национального правительства, которое возглавил Ван Цзинвэй; за Чан Кайши остался пост главнокомандующего НРА. Постепенно милитаристские вотчины стали втягиваться в структуру государственной власти Гоминьдана, тем не менее объединения Китая в единую систему практически не произошло.
С ноября 1930 года по осень 1932 года гоминьдановские власти предприняли четыре безуспешных похода против районов, контролируемых КПК. На этой территории 11 сентября 1931 года была провозглашена Китайская Советская Республика.

## В борьбе с Японией

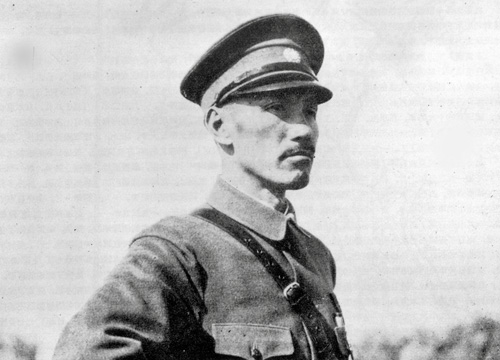
Чан Кайши в 1933 году.

В мае 1928 года в Цзинане произошло столкновение войск Чан Кайши с японскими войсками, после которого японцы начали наступление в провинции Шаньдун. В итоге было подписано японо-китайское соглашение о перемирии, согласно которому войска Чан Кайши должны были быть выведены из Цзинань и зоны Шаньдунской железной дороги.
В 1931 году Япония начала открытую интервенцию с целью захвата Маньчжурии. Чан Кайши оказался одновременно перед тремя противниками: внешней японской агрессией, выступлениями спорадического характера со стороны местных центров власти внутри самого Китая, и активной вооружённой борьбой Коммунистической партии Китая за власть в стране. Несколько лет ему удавалось лавировать между этими тремя напастями, однако в конце 1936 года, в результате «Сианьского инцидента», он был вынужден пойти на создание с КПК единого фронта борьбы против японских захватчиков.
Стремясь наладить сотрудничество с ведущими державами того времени в борьбе против Японии, Чан Кайши развивает сотрудничество одновременно с СССР и с Германией. Цзян Цзинго отправляется на учёбу в Москву, а Цзян Вэйго — в Мюнхен, впоследствии служит в танковых войсках вермахта.
7 июля 1937 года японские войска обстреляли мост Лугоуцяо (Мост Марко Поло) в окрестностях Пекина; так началась Японо-Китайская война 1937-45. Решением национального правительства Чан Кайши был назначен генералиссимусом Китайской республики. В конце 1938 года Ван Цзинвэй бежал к японцам и стал главой марионеточного китайского правительства; Чан Кайши пришлось воевать не только против японской армии, но и против армий, составленных из китайцев и подчиняющихся прояпонским правительствам.
Участвовал в Каирской конференции 1943 года.
Автор книг «Судьба Китая» (1943), «Китайская экономическая теория».

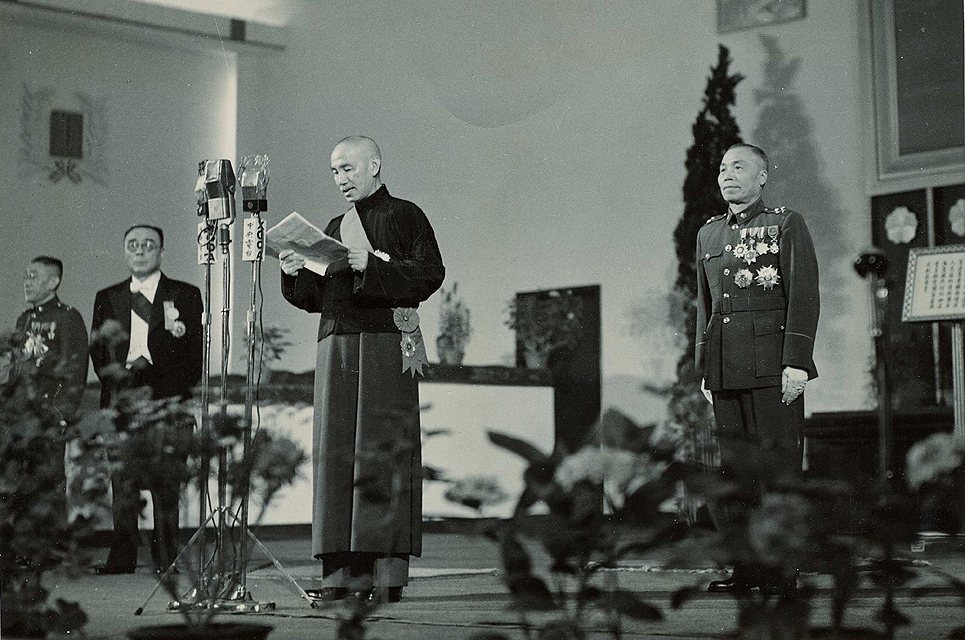
20 мая 1948 года. Чан Кайши вступает в должность президента Китайской республики

После капитуляции Японии 2 сентября 1945 года и неудачных переговоров с КПК о создании коалиционного правительства с июля 1946 года Чан Кайши руководил борьбой Гоминьдана с КПК в гражданской войне.

## Религиозные взгляды

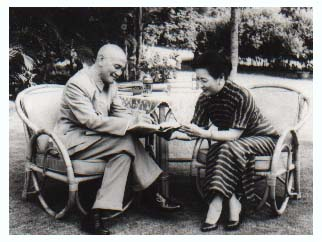
Чан Кайши с женой в 1955 году

Вопреки антихристианским настроениям в Гоминьдане, желая жениться на Сун Мэйлин, генерал Чан Кайши согласился с условием, поставленным её матерью — принять христианство. Свадьба состоялась 1 декабря 1927, однако крещение в методистской церкви Чан Кайши принял лишь по прошествии почти трех лет — 23 октября 1930, перед этим тщательно исследовав христианское вероучение. Впоследствии он регулярно выступал с проповедями и радиообращениями на христианские темы.
В 1951 Чан Кайши и его супруга Сун Мэйлин приняли участников миссионерской конференции, которая после этого стала регулярной. Правительство Гоминьдана тесно сотрудничало с христианскими миссионерами, используя их печать, радиостанции и школы для антикоммунистической пропаганды.

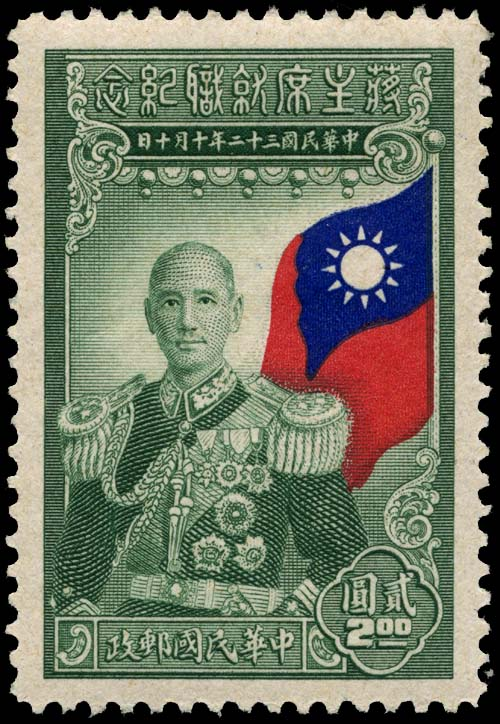
Почтовая марка Китая 1945 года, посвящённая инаугурации Чан Кайши

До сих пор на Тайване пользуется популярностью книга «Сладкий источник в пустыне» (Хуанмо ганьцюань), представляющая собой перевод книги американской писательницы Летти Кауман «Streams in the Desert» с комментариями «анонимного китайского христианина», автором которых является Чан Кайши, читавший её с июля 1944 года.

## Тайваньский период
После поражения Гоминьдана в 1949 году возглавил правительство и Гоминьдан на Тайване. Президент (1950) и Верховный главнокомандующий вооружённых сил Китайской Республики. До начала 1970-х годов пользовался поддержкой США и многих (но далеко не всех) их союзников как единственный законный глава всего Китая. Долгое время представители правительства Китайской республики занимали в Совете Безопасности ООН китайское место, и только 25 октября 1971 года по резолюции Генеральной Ассамблеи ООН 2758 в Совет Безопасности был введён представитель КНР.
Как глава Китайской Республики и Гоминьдана, активно участвовал в создании международных антикоммунистических союзов — Антикоммунистической лиги народов Азии (АЛНА), Всемирной антикоммунистической лиги (ВАКЛ). Близкий соратник Чан Кайши Гу Чжэнган (известен также как Ку Ченкан) более двадцати лет был президентом ВАКЛ.
Скончался от почечной недостаточности 5 апреля 1975 года на Тайване, где провёл последние 26 лет своей жизни.
В своём политическом завещании Чан Кайши призвал своих соотечественников продолжать осуществлять три народных принципа Сунь Ятсена: добиваться оздоровления и возвращения к жизни континентальной части Китая, возрождать национальную культуру и решительно защищать демократию. Был похоронен в мавзолее в центре Тайбэя. Перед своей кончиной просил, чтобы его останки были перевезены на материк в Нанкин для постоянного захоронения на горе Цзыцзиньшань, где покоится гроб с телом Сунь Ятсена. Сын Чан Кайши — Цзян Цзинго — стал новым главой тайваньской администрации.

## Награды
- Великобритания : Орден Бани[9]
- Франция : Орден Почётного легиона[9]
- Мексика : Орден Ацтекского орла[9]
- Италия : Орден Святых Маврикия и Лазаря[9]